# Сисанг, Бунтхунг
Бунтхунг Сисанг (тайск. บุญถึง ศรีสังข์; род. 30 мая 1981, Бурирам) — тайский легкоатлет, специалист по бегу на длинные дистанции и марафону. Выступал на профессиональном уровне в 2003—2022 годах, чемпион Игр Юго-Восточной Азии, победитель и призёр ряда крупных международных стартов, участник летних Олимпийских игр в Рио-де-Жанейро.

## Биография
Бунтхунг Сисанг родился 30 мая 1981 года в городе Бурирам, Таиланд. Окончил Институт физического воспитания в Сукхотхае, занимался лёгкой атлетикой под руководством тренера Никорна Кансонга
Первого серьёзного успеха на международном уровне добился в сезоне 2003 года, когда вошёл в состав тайской сборной и выступил на Играх Юго-Восточной Азии в Ханое, где выиграл золотую и серебряную медали в беге на 5000 и 10 000 метров соответственно.
Будучи студентом, в 2005 году представлял Таиланд на Всемирной Универсиаде в Измире, позднее стартовал на чемпионате Азии в Инчхоне. На Играх Юго-Восточной Азии в Маниле одержал победу в дисциплинах 5000 и 10 000 метров.
В 2006 году на Азиатских играх в Дохе в тех же дисциплинах финишировал седьмым и востмым.
В 2007 году на дистанциях 5000 и 10 000 метров выиграл чемпионат Таиланда в Бангкоке, победил на домашних Играх Юго-Восточной Азии в Накхонратчасиме, выступил на Всемирной Универсиаде в Бангкоке.
На Играх Юго-Восточной Азии 2009 года в Вьентьяне получил серебро в беге на 5000 метров и взял бронзу в беге на 10 000 метров.
В 2011 году на Играх Юго-Восточной Азии в Палембанге в обеих дисциплинах стал четвёртым.
В 2013 году на Играх Юго-Восточной Азии в Нейпьидо завоевал две серебряные награды.
В 2014 году принял участие в Азиатских играх в Инчхоне — в зачёте марафона с результатом 2:28:41	занял 12-е место.
На Играх Юго-Восточной Азии 2015 года в Сингапуре дважды становился серебряным призёром.
В 2016 году среди прочего показал 25-й результат на Хьюстонском марафоне (2:24:01) и 18-й результат на Дюссельдорфском марафоне (2:26:04). Благодаря череде успешных выступлений удостоился права защищать честь страны на летних Олимпийских играх в Рио-де-Жанейро — в программе марафона показал время 2:37:46, расположившись в итоговом протоколе соревнований на 132-й строке. Являлся знаменосцем тайской делегации на Церемонии закрытия Игр.
На Играх Юго-Восточной Азии 2017 года в Куала-Лумпуре в беге на 10 000 метров пришёл к финишу четвёртым.
В 2018 году в дисциплине 10 000 метров стал девятым на Азиатских играх в Джакарте.
Завершил спортивную карьеру по окончании сезона 2022 года.